# ストラテジック・ビジネス・ユニット
ストラテジック・ビジネス・ユニット（戦略事業単位、Strategic Business Unit）とは、トップが示した全社的な戦略を実現するための経営資源の効率的な配分や事業部間のヨコの連係の設立を狙いとして設計される戦略主導型の組織である。戦略ビジネス・ユニットともいう。SBUと略して呼ばれることも多い。
SBUは企業において、事業計画を戦略的に立案・遂行することを目的とした組織単位のことである。企業により、事業部 (BU) とほぼ等しいものから、事業部横断的なもの、一事業部内の独立して事業遂行可能な製品カテゴリなど様々な組織に対し適用されている。
| スタブアイコン | サブスタブ | この項目は、まだ閲覧者の調べものの参照としては役立たない、企業に関連した書きかけの項目です。この項目を加筆・訂正などしてくださる協力者を求めています（PJ:経済）。 |